# Список астероїдів (18101—18200)
| Назва                                    | Тимчасове позначення | Дата відкриття  | Місце відкриття                           | Відкривач                                              |
| ---------------------------------------- | -------------------- | --------------- | ----------------------------------------- | ------------------------------------------------------ |
| 18101 Кустеніс (Coustenis)               | 2000 LF32            | 5 червня 2000   | Станція Андерсон-Меса                     | LONEOS                                                 |
| 18102 Анґріллі (Angrilli)                | 2000 LN34            | 3 червня 2000   | Станція Андерсон-Меса                     | LONEOS                                                 |
| (18103) 2000 MC5                         | 2000 MC5             | 26 червня 2000  | Сокорро (Нью-Мексико)                     | LINEAR                                                 |
| 18104 Махелінґем (Mahalingam)            | 2000 NP3             | 3 липня 2000    | Сокорро (Нью-Мексико)                     | LINEAR                                                 |
| (18105) 2000 NT3                         | 2000 NT3             | 7 липня 2000    | Сокорро (Нью-Мексико)                     | LINEAR                                                 |
| 18106 Blume                              | 2000 NX3             | 4 липня 2000    | Станція Андерсон-Меса                     | LONEOS                                                 |
| (18107) 2000 NC5                         | 2000 NC5             | 7 липня 2000    | Сокорро (Нью-Мексико)                     | LINEAR                                                 |
| (18108) 2000 NT5                         | 2000 NT5             | 8 липня 2000    | Сокорро (Нью-Мексико)                     | LINEAR                                                 |
| (18109) 2000 NG11                        | 2000 NG11            | 7 липня 2000    | Сокорро (Нью-Мексико)                     | LINEAR                                                 |
| 18110 HASI                               | 2000 NK13            | 5 липня 2000    | Станція Андерсон-Меса                     | LONEOS                                                 |
| 18111 Піне (Pinet)                       | 2000 NB14            | 5 липня 2000    | Станція Андерсон-Меса                     | LONEOS                                                 |
| 18112 Жанлюкжоссе (Jeanlucjosset)        | 2000 NX17            | 5 липня 2000    | Станція Андерсон-Меса                     | LONEOS                                                 |
| 18113 Бібрінґ (Bibring)                  | 2000 NC19            | 5 липня 2000    | Станція Андерсон-Меса                     | LONEOS                                                 |
| 18114 Розенбуш (Rosenbush)               | 2000 NN19            | 5 липня 2000    | Станція Андерсон-Меса                     | LONEOS                                                 |
| 18115 Ретбан (Rathbun)                   | 2000 NT19            | 5 липня 2000    | Станція Андерсон-Меса                     | LONEOS                                                 |
| 18116 Прато (Prato)                      | 2000 NY22            | 5 липня 2000    | Станція Андерсон-Меса                     | LONEOS                                                 |
| 18117 Джонгодж (Jonhodge)                | 2000 NY23            | 5 липня 2000    | Станція Андерсон-Меса                     | LONEOS                                                 |
| (18118) 2000 NB24                        | 2000 NB24            | 5 липня 2000    | Обсерваторія Кітт-Пік                     | Spacewatch                                             |
| 18119 Брауде (Braude)                    | 2000 NZ24            | 4 липня 2000    | Станція Андерсон-Меса                     | LONEOS                                                 |
| 18120 Литвиненко (Lytvynenko)            | 2000 NA25            | 4 липня 2000    | Станція Андерсон-Меса                     | LONEOS                                                 |
| 18121 Коноваленко (Konovalenko)          | 2000 NF25            | 4 липня 2000    | Станція Андерсон-Меса                     | LONEOS                                                 |
| 18122 Форестамартін (Forestamartin)      | 2000 NL27            | 4 липня 2000    | Станція Андерсон-Меса                     | LONEOS                                                 |
| 18123 Паван (Pavan)                      | 2000 NS27            | 4 липня 2000    | Станція Андерсон-Меса                     | LONEOS                                                 |
| 18124 Ліперрі (Leeperry)                 | 2000 NE28            | 3 липня 2000    | Сокорро (Нью-Мексико)                     | LINEAR                                                 |
| 18125 Браянвілсон (Brianwilson)          | 2000 OF              | 22 липня 2000   | Обсерваторія Ріді-Крик                    | Джон Бротон                                            |
| (18126) 2000 OU3                         | 2000 OU3             | 24 липня 2000   | Сокорро (Нью-Мексико)                     | LINEAR                                                 |
| 18127 Денверсміт (Denversmith)           | 2000 OX3             | 24 липня 2000   | Сокорро (Нью-Мексико)                     | LINEAR                                                 |
| 18128 Wysner                             | 2000 OD5             | 24 липня 2000   | Сокорро (Нью-Мексико)                     | LINEAR                                                 |
| (18129) 2000 OH5                         | 2000 OH5             | 24 липня 2000   | Сокорро (Нью-Мексико)                     | LINEAR                                                 |
| (18130) 2000 OK5                         | 2000 OK5             | 24 липня 2000   | Сокорро (Нью-Мексико)                     | LINEAR                                                 |
| (18131) 2000 OM5                         | 2000 OM5             | 24 липня 2000   | Сокорро (Нью-Мексико)                     | LINEAR                                                 |
| 18132 Спектор (Spector)                  | 2000 ON9             | 30 липня 2000   | Обсерваторія Ріді-Крик                    | Джон Бротон                                            |
| (18133) 2000 OL12                        | 2000 OL12            | 23 липня 2000   | Сокорро (Нью-Мексико)                     | LINEAR                                                 |
| (18134) 2000 OS14                        | 2000 OS14            | 23 липня 2000   | Сокорро (Нью-Мексико)                     | LINEAR                                                 |
| (18135) 2000 OQ20                        | 2000 OQ20            | 31 липня 2000   | Сокорро (Нью-Мексико)                     | LINEAR                                                 |
| (18136) 2000 OD21                        | 2000 OD21            | 31 липня 2000   | Сокорро (Нью-Мексико)                     | LINEAR                                                 |
| (18137) 2000 OU30                        | 2000 OU30            | 30 липня 2000   | Сокорро (Нью-Мексико)                     | LINEAR                                                 |
| (18138) 2000 OP35                        | 2000 OP35            | 31 липня 2000   | Сокорро (Нью-Мексико)                     | LINEAR                                                 |
| (18139) 2000 OF37                        | 2000 OF37            | 30 липня 2000   | Сокорро (Нью-Мексико)                     | LINEAR                                                 |
| (18140) 2000 OD39                        | 2000 OD39            | 30 липня 2000   | Сокорро (Нью-Мексико)                     | LINEAR                                                 |
| (18141) 2000 OK42                        | 2000 OK42            | 30 липня 2000   | Сокорро (Нью-Мексико)                     | LINEAR                                                 |
| 18142 Адамсідман (Adamsidman)            | 2000 OG47            | 31 липня 2000   | Сокорро (Нью-Мексико)                     | LINEAR                                                 |
| (18143) 2000 OK48                        | 2000 OK48            | 31 липня 2000   | Сокорро (Нью-Мексико)                     | LINEAR                                                 |
| (18144) 2000 OO48                        | 2000 OO48            | 31 липня 2000   | Сокорро (Нью-Мексико)                     | LINEAR                                                 |
| (18145) 2000 OX48                        | 2000 OX48            | 31 липня 2000   | Сокорро (Нью-Мексико)                     | LINEAR                                                 |
| (18146) 2000 OU49                        | 2000 OU49            | 31 липня 2000   | Сокорро (Нью-Мексико)                     | LINEAR                                                 |
| (18147) 2000 OY50                        | 2000 OY50            | 31 липня 2000   | Сокорро (Нью-Мексико)                     | LINEAR                                                 |
| 18148 Белльє (Bellier)                   | 2000 OZ57            | 29 липня 2000   | Станція Андерсон-Меса                     | LONEOS                                                 |
| 18149 Коломбатті (Colombatti)            | 2000 OB58            | 29 липня 2000   | Станція Андерсон-Меса                     | LONEOS                                                 |
| 18150 Лопез-Морено (Lopez-Moreno)        | 2000 OC60            | 29 липня 2000   | Станція Андерсон-Меса                     | LONEOS                                                 |
| 18151 Лічеллі (Licchelli)                | 2000 OT60            | 29 липня 2000   | Станція Андерсон-Меса                     | LONEOS                                                 |
| 18152 Хайдіменнінг (Heidimanning)        | 2000 OW60            | 29 липня 2000   | Станція Андерсон-Меса                     | LONEOS                                                 |
| (18153) 2000 OC61                        | 2000 OC61            | 30 липня 2000   | Сокорро (Нью-Мексико)                     | LINEAR                                                 |
| (18154) 2000 PA                          | 2000 PA              | 1 серпня 2000   | Обсерваторія Чрні Врх                     | Обсерваторія Чрні Врх                                  |
| 18155 Джейсоншулер (Jasonschuler)        | 2000 PF2             | 1 серпня 2000   | Сокорро (Нью-Мексико)                     | LINEAR                                                 |
| 18156 Камісайбара (Kamisaibara)          | 2000 PU4             | 3 серпня 2000   | Бісейська станція космічного патрулювання | BATTeRS                                                |
| 18157 Креґврайт (Craigwright)            | 2000 PH10            | 1 серпня 2000   | Сокорро (Нью-Мексико)                     | LINEAR                                                 |
| 18158 Найджелруел (Nigelreuel)           | 2000 PM10            | 1 серпня 2000   | Сокорро (Нью-Мексико)                     | LINEAR                                                 |
| 18159 Ендрюкук (Andrewcook)              | 2000 PW10            | 1 серпня 2000   | Сокорро (Нью-Мексико)                     | LINEAR                                                 |
| 18160 Ніхон'утюфораму (Nihon Uchu Forum) | 2000 PY12            | 7 серпня 2000   | Бісейська станція космічного патрулювання | BATTeRS                                                |
| 18161 Koshiishi                          | 2000 PZ12            | 7 серпня 2000   | Бісейська станція космічного патрулювання | BATTeRS                                                |
| 18162 Денлі (Denlea)                     | 2000 PX15            | 1 серпня 2000   | Сокорро (Нью-Мексико)                     | LINEAR                                                 |
| 18163 Дженальюїс (Jennalewis)            | 2000 PF16            | 1 серпня 2000   | Сокорро (Нью-Мексико)                     | LINEAR                                                 |
| (18164) 2000 PA20                        | 2000 PA20            | 1 серпня 2000   | Сокорро (Нью-Мексико)                     | LINEAR                                                 |
| (18165) 2000 PN20                        | 2000 PN20            | 1 серпня 2000   | Сокорро (Нью-Мексико)                     | LINEAR                                                 |
| (18166) 2000 PG27                        | 2000 PG27            | 8 серпня 2000   | Обсерваторія Валінос                      | Пауло Ольворсем                                        |
| 18167 Buttani                            | 2000 PS27            | 6 серпня 2000   | Обсерваторія Валмека                      | Обсерваторія Валмека                                   |
| (18168) 2000 PN28                        | 2000 PN28            | 4 серпня 2000   | Обсерваторія Галеакала                    | NEAT                                                   |
| 18169 Amaldi                             | 2000 QF              | 20 серпня 2000  | Коллеверде ді Ґвідонія                    | Вінченцо Касуллі                                       |
| 18170 Рамджівен (Ramjeawan)              | 2000 QW2             | 24 серпня 2000  | Сокорро (Нью-Мексико)                     | LINEAR                                                 |
| 18171 Романескує (Romaneskue)            | 2000 QB5             | 24 серпня 2000  | Сокорро (Нью-Мексико)                     | LINEAR                                                 |
| (18172) 2000 QL7                         | 2000 QL7             | 25 серпня 2000  | Сокорро (Нью-Мексико)                     | LINEAR                                                 |
| (18173) 2000 QD8                         | 2000 QD8             | 25 серпня 2000  | Вішнянська обсерваторія                   | Корадо Корлевіч, Маріо Юріч                            |
| 18174 Хачатрян (Khachatryan)             | 2000 QW14            | 24 серпня 2000  | Сокорро (Нью-Мексико)                     | LINEAR                                                 |
| 18175 Дженіферкой (Jenniferchoy)         | 2000 QB15            | 24 серпня 2000  | Сокорро (Нью-Мексико)                     | LINEAR                                                 |
| 18176 Юліанхонг (Julianhong)             | 2000 QG22            | 24 серпня 2000  | Сокорро (Нью-Мексико)                     | LINEAR                                                 |
| 18177 Харунаґа (Harunaga)                | 2000 QK27            | 24 серпня 2000  | Сокорро (Нью-Мексико)                     | LINEAR                                                 |
| (18178) 2000 QP28                        | 2000 QP28            | 24 серпня 2000  | Сокорро (Нью-Мексико)                     | LINEAR                                                 |
| (18179) 2000 QV29                        | 2000 QV29            | 25 серпня 2000  | Сокорро (Нью-Мексико)                     | LINEAR                                                 |
| 18180 Айрінсан (Irenesun)                | 2000 QB30            | 25 серпня 2000  | Сокорро (Нью-Мексико)                     | LINEAR                                                 |
| (18181) 2000 QD34                        | 2000 QD34            | 26 серпня 2000  | Сокорро (Нью-Мексико)                     | LINEAR                                                 |
| 18182 Вінер (Wiener)                     | 2000 QC35            | 27 серпня 2000  | Обсерваторія Ондржейов                    | Петр Правец, Петер Кушнірак                            |
| (18183) 2000 QG37                        | 2000 QG37            | 24 серпня 2000  | Сокорро (Нью-Мексико)                     | LINEAR                                                 |
| 18184 Даянпарк (Dianepark)               | 2000 QR37            | 24 серпня 2000  | Сокорро (Нью-Мексико)                     | LINEAR                                                 |
| (18185) 2000 QW49                        | 2000 QW49            | 24 серпня 2000  | Сокорро (Нью-Мексико)                     | LINEAR                                                 |
| (18186) 2000 QW50                        | 2000 QW50            | 24 серпня 2000  | Сокорро (Нью-Мексико)                     | LINEAR                                                 |
| (18187) 2000 QQ53                        | 2000 QQ53            | 25 серпня 2000  | Сокорро (Нью-Мексико)                     | LINEAR                                                 |
| (18188) 2000 QD55                        | 2000 QD55            | 25 серпня 2000  | Сокорро (Нью-Мексико)                     | LINEAR                                                 |
| 18189 Медеобалдія (Medeobaldia)          | 2000 QN82            | 24 серпня 2000  | Сокорро (Нью-Мексико)                     | LINEAR                                                 |
| 18190 Майклпфайзер (Michaelpizer)        | 2000 QY89            | 25 серпня 2000  | Сокорро (Нью-Мексико)                     | LINEAR                                                 |
| 18191 Рейхі (Rayhe)                      | 2000 QL90            | 25 серпня 2000  | Сокорро (Нью-Мексико)                     | LINEAR                                                 |
| 18192 Креґволлес (Craigwallace)          | 2000 QP90            | 25 серпня 2000  | Сокорро (Нью-Мексико)                     | LINEAR                                                 |
| 18193 Холліліндрарі (Hollilydrury)       | 2000 QT93            | 26 серпня 2000  | Сокорро (Нью-Мексико)                     | LINEAR                                                 |
| (18194) 2000 QE100                       | 2000 QE100           | 28 серпня 2000  | Сокорро (Нью-Мексико)                     | LINEAR                                                 |
| (18195) 2000 QG116                       | 2000 QG116           | 28 серпня 2000  | Сокорро (Нью-Мексико)                     | LINEAR                                                 |
| 18196 Ровберрі (Rowberry)                | 2000 QY132           | 26 серпня 2000  | Сокорро (Нью-Мексико)                     | LINEAR                                                 |
| (18197) 2055 P-L                         | 2055 P-L             | 24 вересня 1960 | Паломарська обсерваторія                  | К. Й. ван Гаутен, І. ван Гаутен-Ґроневельд, Т. Герельс |
| (18198) 2056 P-L                         | 2056 P-L             | 24 вересня 1960 | Паломарська обсерваторія                  | К. Й. ван Гаутен, І. ван Гаутен-Ґроневельд, Т. Герельс |
| (18199) 2583 P-L                         | 2583 P-L             | 24 вересня 1960 | Паломарська обсерваторія                  | К. Й. ван Гаутен, І. ван Гаутен-Ґроневельд, Т. Герельс |
| (18200) 2714 P-L                         | 2714 P-L             | 24 вересня 1960 | Паломарська обсерваторія                  | К. Й. ван Гаутен, І. ван Гаутен-Ґроневельд, Т. Герельс |

| ← Астероїди 10001—20000 → |             |             |             |             |             |             |             |             |             |
| 10001—10100               | 11001—11100 | 12001—12100 | 13001—13100 | 14001—14100 | 15001—15100 | 16001—16100 | 17001—17100 | 18001—18100 | 19001—19100 |
| 10101—10200               | 11101—11200 | 12101—12200 | 13101—13200 | 14101—14200 | 15101—15200 | 16101—16200 | 17101—17200 | 18101—18200 | 19101—19200 |
| 10201—10300               | 11201—11300 | 12201—12300 | 13201—13300 | 14201—14300 | 15201—15300 | 16201—16300 | 17201—17300 | 18201—18300 | 19201—19300 |
| 10301—10400               | 11301—11400 | 12301—12400 | 13301—13400 | 14301—14400 | 15301—15400 | 16301—16400 | 17301—17400 | 18301—18400 | 19301—19400 |
| 10401—10500               | 11401—11500 | 12401—12500 | 13401—13500 | 14401—14500 | 15401—15500 | 16401—16500 | 17401—17500 | 18401—18500 | 19401—19500 |
| 10501—10600               | 11501—11600 | 12501—12600 | 13501—13600 | 14501—14600 | 15501—15600 | 16501—16600 | 17501—17600 | 18501—18600 | 19501—19600 |
| 10601—10700               | 11601—11700 | 12601—12700 | 13601—13700 | 14601—14700 | 15601—15700 | 16601—16700 | 17601—17700 | 18601—18700 | 19601—19700 |
| 10701—10800               | 11701—11800 | 12701—12800 | 13701—13800 | 14701—14800 | 15701—15800 | 16701—16800 | 17701—17800 | 18701—18800 | 19701—19800 |
| 10801—10900               | 11801—11900 | 12801—12900 | 13801—13900 | 14801—14900 | 15801—15900 | 16801—16900 | 17801—17900 | 18801—18900 | 19801—19900 |
| 10901—11000               | 11901—12000 | 12901—13000 | 13901—14000 | 14901—15000 | 15901—16000 | 16901—17000 | 17901—18000 | 18901—19000 | 19901—20000 |